# Rubus ebudensis
Rubus ebudensis är en rosväxtart som beskrevs av Alan Newton. Rubus ebudensis ingår i släktet rubusar, och familjen rosväxter. Inga underarter finns listade i Catalogue of Life.